# Фантастический детектив

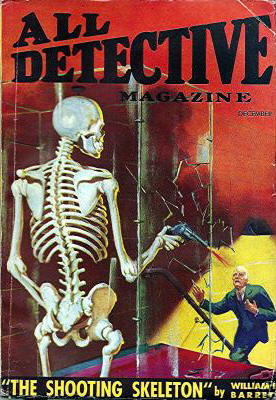
Обложка американского журнала All detective 1934 года

Фантасти́ческий детекти́в — использование сюжетных элементов детективной литературы (расследование преступления, деятельность сыщика) в произведениях научной фантастики, фэнтези и хоррора. Действие может происходить в будущем, альтернативном настоящем или прошлом либо в полностью вымышленном мире. Особенностью фантастического детектива является двойная логика в произведениях (детективная и фантастическая) и двойная роль героев (следователей и учёных).
Брайан Стэблфорд выделяет в качестве отдельного поджанра фантастической литературы «оккультные детективные истории», находящиеся на стыке хоррора, детектива и фэнтези. Среди ведущих авторов этого направления он называет Элджернона Блэквуда и Уильяма Ходжсона. Рассказы в этом жанре писали и некоторые известные деятели оккультизма, например Алистер Кроули и Дион Форчун. В наши дни популярен «вампирский» вариант данного поджанра, среди представителей которого — Лорел Гамильтон и Таня Хафф.

## Направления

### Научно-фантастический детектив
Произведения на стыке научной фантастики и детектива.
Большой вклад в становление этого направления внёс Айзек Азимов. Так, А. Э. Мерч (англ. Alma Elizabeth Murch) в книге 1968 года «Развитие детективного романа» (англ. «The Development of the Detective Novel») писала: «Лишь два автора добились заметного успеха в соединении научной фантастики с детективом: Фредерик Браун и Айзек Азимов. Их работы привлекли внимание читателей на обеих берегах Атлантики и вполне могут породить настоящую моду на подобное смешение жанров».
- Станислав Лем «Расследование», «Дознание»
- Эрик Фрэнк Рассел «Будничная работа», «Оса»
- Хольм ван Зайчик, цикл «Плохих людей нет»
- Кир Булычёв, цикл «Интергалактическая полиция» («Интергпол»)
- Айзек Азимов, циклы «Лакки Старр — космический рейнджер», «Детектив Элайдж Бейли и робот Дэниел Оливо»
- Сергей Лукьяненко «Геном»
- Джон Браннер «Квадраты шахматного города» (англ. The Squares of the City)
- Братья Стругацкие «Отель „У Погибшего Альпиниста“»

### Фэнтезийный детектив
Произведения на стыке фэнтези и детектива.
- Глен Кук, цикл фэнтези-детективов о сыщике Гаррете
- Рэндалл Гаррет, цикл фэнтези-детективов о сыщике лорде Дарси
- Мартин Скотт[англ.], цикл фэнтези-детективов о сыщике Фраксе
- Борис Акунин «Детская книга»
- Даниэль Клугер, цикл фэнтези-детективов «Дела магические»
- Роберт Хайнлайн «Неприятная профессия Джонатана Хога»
- Макс Фрай, цикл «магических» детективов «Лабиринты Ехо»[5]
- Генри Лайон Олди «Маг в Законе»[5]
- Марина и Сергей Дяченко «Магам можно всё»[5]
- Андрей Белянин, цикл о тайном сыске царя Гороха[5]

### Детективный хоррор
Произведения на стыке детектива и хоррора.
- Эдгар Аллан По «Убийство на улице Морг»
- Томас Харрис «Молчание ягнят»

## Фантастический детектив в СССР
Истории фантастического детектива в Советском Союзе саратовский журналист В. М. Разин посвятил пятую главу второй части своего исследования советской и постсоветской детективной литературы, опубликованного в интернете в 2000 с подачи Романа Арбитмана. Как отмечает Разин, впервые словосочетание «фантастический детектив» встречается в 1973 году в послесловии к роману Ариадны Громовой и Рафаила Нудельмана «В институте времени идёт расследование». В 1988 году издательство «Мир» в рамках серии «Зарубежная фантастика» выпустило сборник «Ночь, которая умирает», состоящий из научно-фантастических произведений в жанре детектива. В 1990 году в Минске издан сборник «Обнажённое солнце», тоже посвящённый зарубежному фантастическому детективу.